# Kínai alkörmös
A kínai alkörmös vagy kínai karmazsinbogyó (Phytolacca acinosa) az alkörmösfélék családjába tartozó, Kínából származó, nagy termetű, lágyszárú növény. Magyarországon inváziós fajként viselkedik.

## Megjelenése
A kínai alkörmös 100–250 cm magas, lágyszárú (tövénél fásodó), évelő növény. Gyökérzete erős, vastag főgyökerével kapaszkodik a talajba. Habitusra erőteljes, széles. Szára vastag, alig vagy egyáltalán nem vörösödik. 10–30 cm hosszú és 5–15 cm széles levelei széles tojásdadok, végük tompa vagy rövid hegybe fut. Szélük ép, tapintásra vastagok, bőrneműek.
Június-júliusban virágzik. Virágzata 5–25 cm hosszú, apró, fehér virágokból álló, felálló, tömött fürt. A porzók száma 8 (7–9), a termők szabadon állók.
Termése 10–15 mm átmérőjű, tagolt, 8 magvú bogyótermés. A felállóan maradó termés kezdetben zöld, majd fényes sötétlilára, végül feketére érik. Erősen festőlevű. Bogyói, magvai, gyökerei mérgezőek.
Hasonlít hozzá az amerikai alkörmös, de annak szára vékonyabb és vörösödő, levelei keskenyebbek és hegyesebbek, virágzata lazább, a termők alapjuknál összeforrnak, a termés lelógó, bogyója tízmagvú. 

## Elterjedése
Eredeti hazája Kelet-Ázsia (Kína, Japán, Korea, Vietnám és India). Kínában régóta termesztik is. Európában dísznövényként kezdték ültetni és a kertekből, parkokból sokhelyütt kivadult és inváziós fajként terjeszkedik. Magyarországi első biztos előfordulása 1945-ből Bázakerettyéről származik, azóta leginkább Budapest környékén és Északnyugat-Dunántúlon vált gyakorivá, de kisebb mértékben az egész országból előkerült; szinte kizárólag településekről vagy azok közvetlen környezetéből. Megjelent már természetközeli élőhelyeken (ártéri ligeterdőben és gyertyános–tölgyesekben) és várhatóan tovább fog terjeszkedni.

## Életciklusa
Magvai  áprilisban csíráznak, majd első évben erős gyökérzetet fejleszt, a második évtől pedig a főgyökérről több felálló, leveles szárat hajt. Májusban kezd virágozni, de csúcspontját június-júliusban éri el. Maggal szaporodik, terjesztésükről a feltűnő bogyókat elfogyasztó madarak (főleg rigók) gondoskodnak. Az első fagyok után föld fölötti részei elhalnak. A laza, tápanyagban gazdag, semleges vagy meszes kémhatású talajt részesíti előnyben. Inkább a félárnyékot kedveli, de jól nő napon vagy árnyékban is. Árnyékolásával és méreganyagaival (allelopátia) gátolja az őshonos növényzet növekedését.  

## Felhasználása
A fiatal növény még nem vagy csak alig termel mérgező vegyületeket, ilyenkor hajtásai és zsenge levelei megfőzve (a spárgához vagy spenóthoz hasonlóan) ehetőek. A benne levő hányást, hasmenést okozó anyagok egy része főzés közben lebomlik. Európában dísz- valamint festőnövényként ültették. 

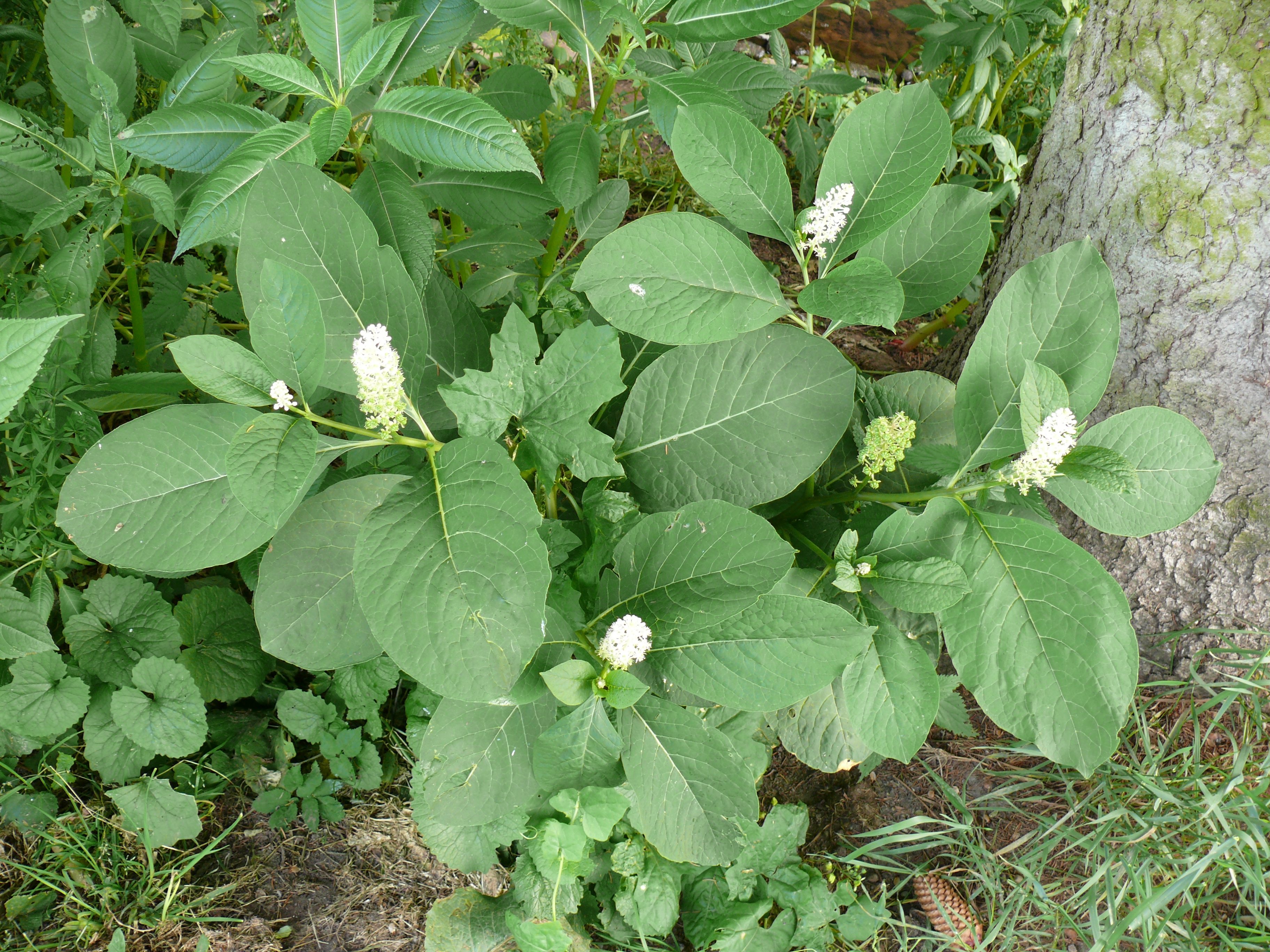
Habitusa
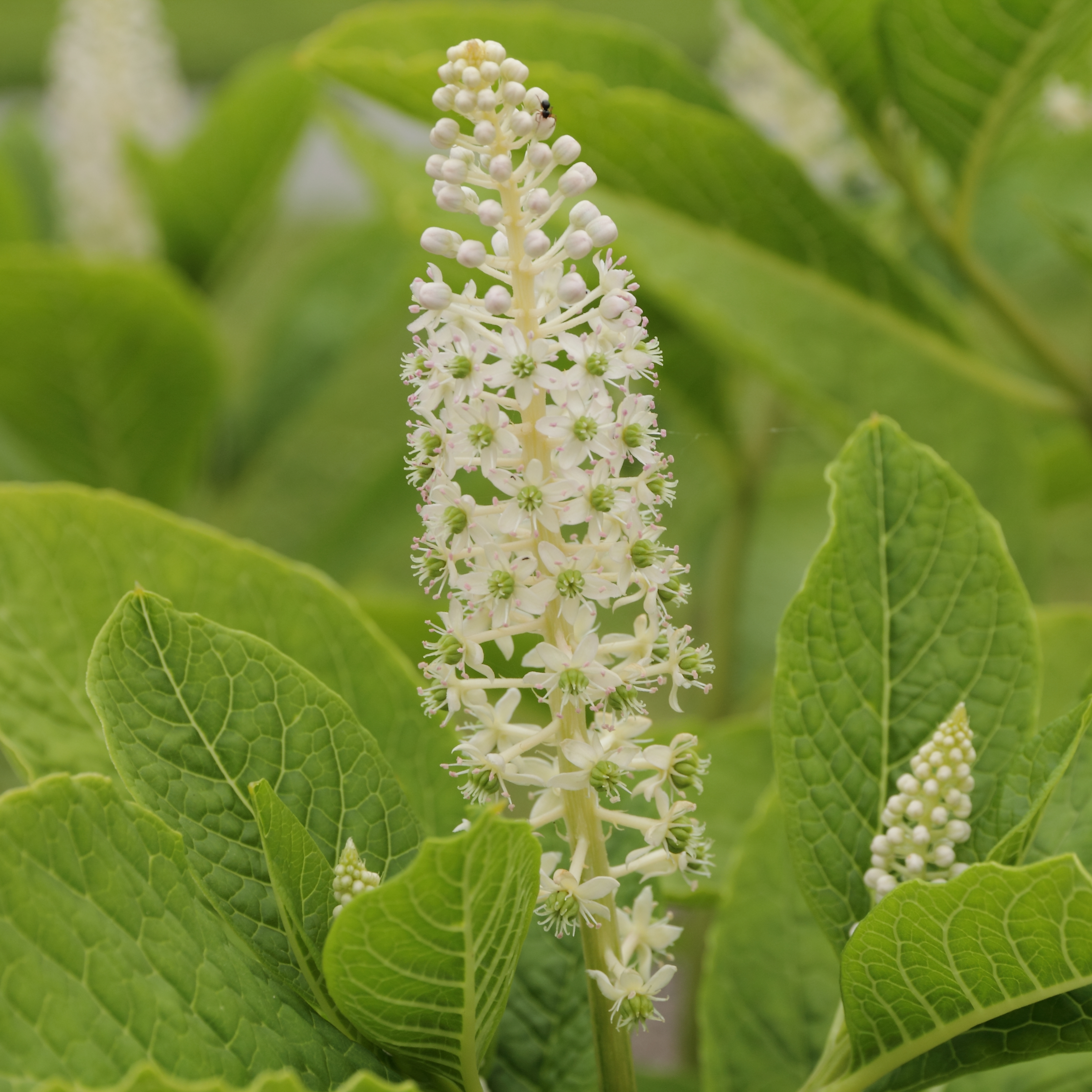
Virágzata
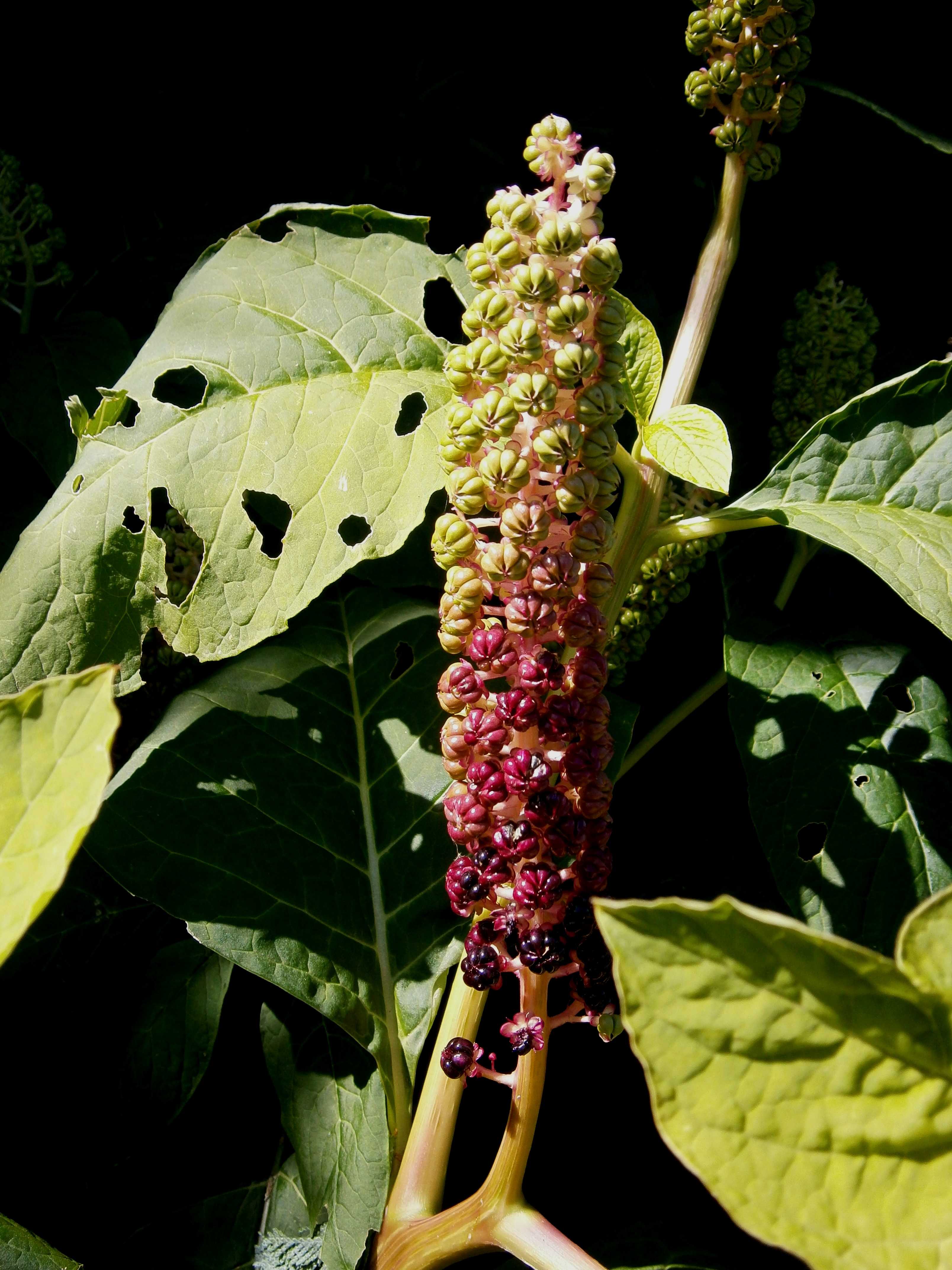
Éretlen ...
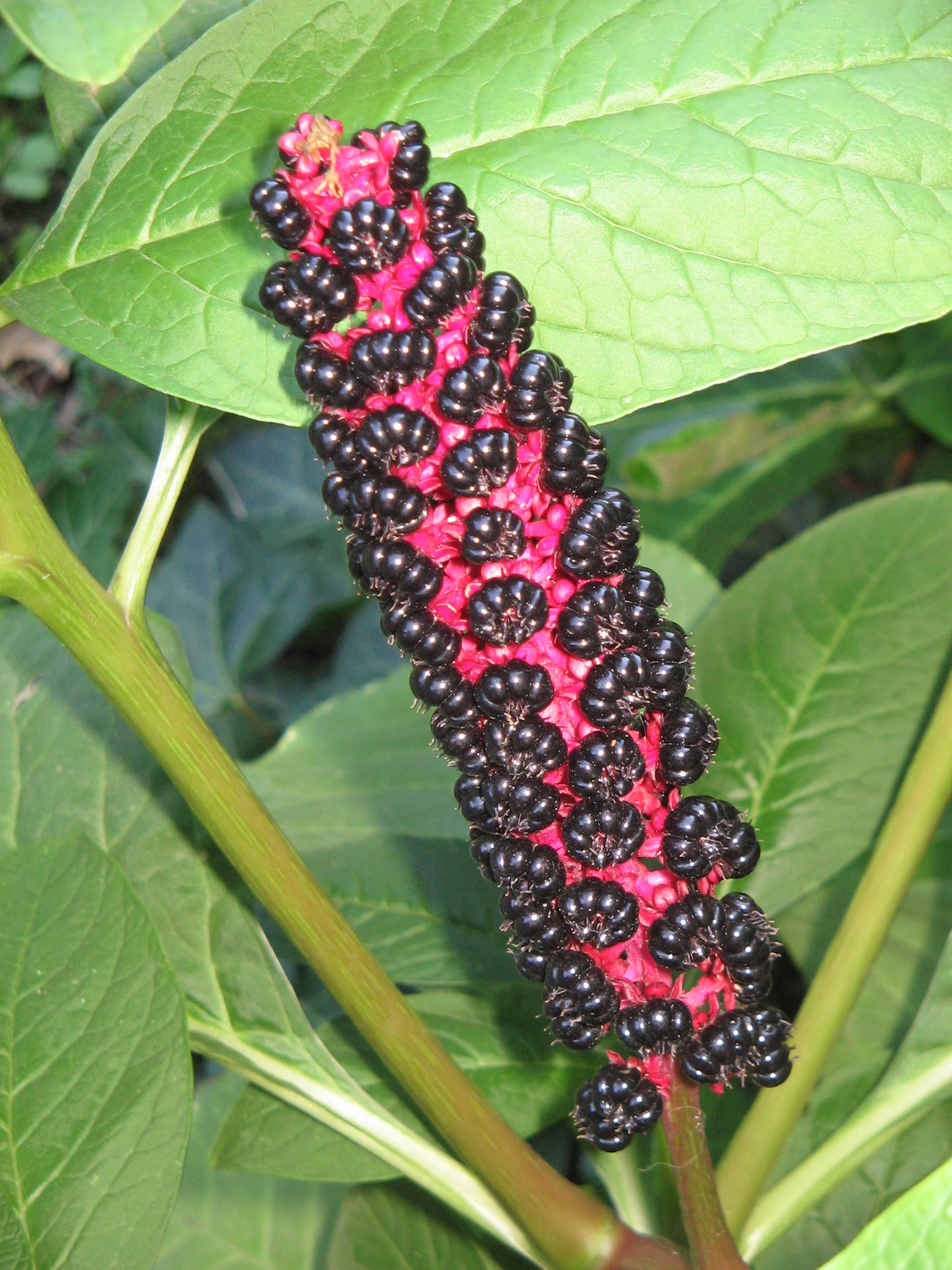
... és érett termése